# Djalal Khan (Kalpi)
Djalal Khan fou soldà de Kalpi, que va succeir al seu pare Ikhtiyar al-Din Abu l-Mudjahid Kadir Khan (mort el 1432) després d'una guerra civil en la qual va tenir el suport del sultanat de Malwa, que el va posar al poder com a tributari. De fet va gaudir de gran independència, més que el seu pare i avi, i va emetre moneda on porta el nom de Fath al-Dunya wa-l-Din Djalal Shah Sultan, de les que es conserven alguns exemplars datats el 1437/1438.
No se sap quant de temps va regnar, però el 1443 ja l'havia succeït el seu germà Nasir Khan, que fou expulsat per les tropes del sultanat de Jaunpur. El sultanat de Kalpi va desaparèixer de la història.